# Treinongeval bij Bad Aibling
Het treinongeval bij Bad Aibling is een spoorwegongeval op de spoorlijn Holzkirchen - Rosenheim van de Bayerische Oberlandbahn (BOB) waarbij op 9 februari 2016 om 6.48 uur twee Stadler FLIRT-treinstellen van spoorwegmaatschappij Meridian op het enkelsporige traject tussen de spoorweghalte Bad Aibling Kurpark en het station van Kolbermoor in een bocht aan volle snelheid in tegengestelde rijrichtingen frontaal op elkaar gebotst zijn.

## Ongeval
De frontale botsing tussen de treinen M 79505 en M 79506 deed zich voor bij kilometerpaal 30.3, op een spoorwegsectie gelegen parallel aan het Mangfallkanaal, een gekanaliseerd deel van de Mangfall, dicht bij de zuiveringsinstallatie Klärwerk Bad Aibling van de stad Bad Aibling. Van de ongeveer 150 mensen op de trein overleden er elf en waren er meer dan tachtig gewond, van wie sommigen ernstig. Een van de gewonden overleed enkele maanden later alsnog, waarmee het totaal aantal doden op twaalf kwam. De dodelijke slachtoffers zijn de twee treinbestuurders, twee treinbegeleiders en acht passagiers. Door de voorjaarsvakantie waren in de trein beduidend minder passagiers dan op normale werkdagen en ook geen scholieren of studenten.

## Reddingsoperatie
In totaal waren ongeveer 675 reddingswerkers ter plaatse, waarvan ongeveer 180 brandweerlieden, 215 Beierse politiebeambten, 50 federale politieagenten, 30 specialisten van de Bundesanstalt Technisches Hilfswerk (THW) en 200 reddingswerkers van het Bayerisches Rotes Kreuz (BRK), het Deutsche Lebens-Rettungs-Gesellschaft (DLRG), de Wasserwacht en de Bergwacht. Er waren in totaal 15 helikopters ingezet van politie en hulpdiensten, sommige daarvan uit Oostenrijk. Het ongeval deed zich voor in het moeilijk toegankelijke Stuckenholzbos, dat alleen toegankelijk is via een smalle dijk tussen de rails en het Mangfallkanaal. Dit bemoeilijkte het reddingswerk in aanzienlijke mate, wat ook de reden was waarom de slachtoffers werden gered met behulp van boten, lieren en helikopters.

## Spoorinfrastructuur
Het baanvak is een enkelsporige hoofdlijn van DB Netz AG. De hele sectie met inbegrip van de stations Bad Aibling en Kolbermoor wordt bestuurd door het seinhuis van het station Bad Aibling, en is beveiligd met een NX-beveiliging van het type Sp Dr S60. De route Holzkirchen–Rosenheim is volledig voorzien van het treinbeïnvloedingssysteem PZB 90, grondig aangepast eind 2012 na het onderzoek volgend op het treinongeval bij Hordorf. Volgens Deutsche Bahn was de infrastructuur een week eerder nog volledig gecontroleerd en functioneerde op dat moment correct. Op de plaats van het ongeluk geldt een topsnelheid van 100 km/u.

## Ritschema
De kruising van de twee treinen vindt volgens het standaard ritschema plaats in het station van Kolbermoor, waar trein M79.506 5 minuten halt houdt (van 6.40 tot 06.45 uur), terwijl trein M79.505 na zijn normale aankomst om 6.44 uur de rit kan verderzetten. Op 9 februari 2016 echter had trein M79.505 vier minuten vertraging. Trein M79.506 reed volgens het passagiersinformatiesysteem wel op tijd het station van Kolbermoor uit op het enkelsporig traject.

## Rollend materiaal
De twee betrokken treinstellen zijn Stadler FLIRT-treinen van Meridian. Het betreft de driedelige ET 355 en de zesdelige ET 325.

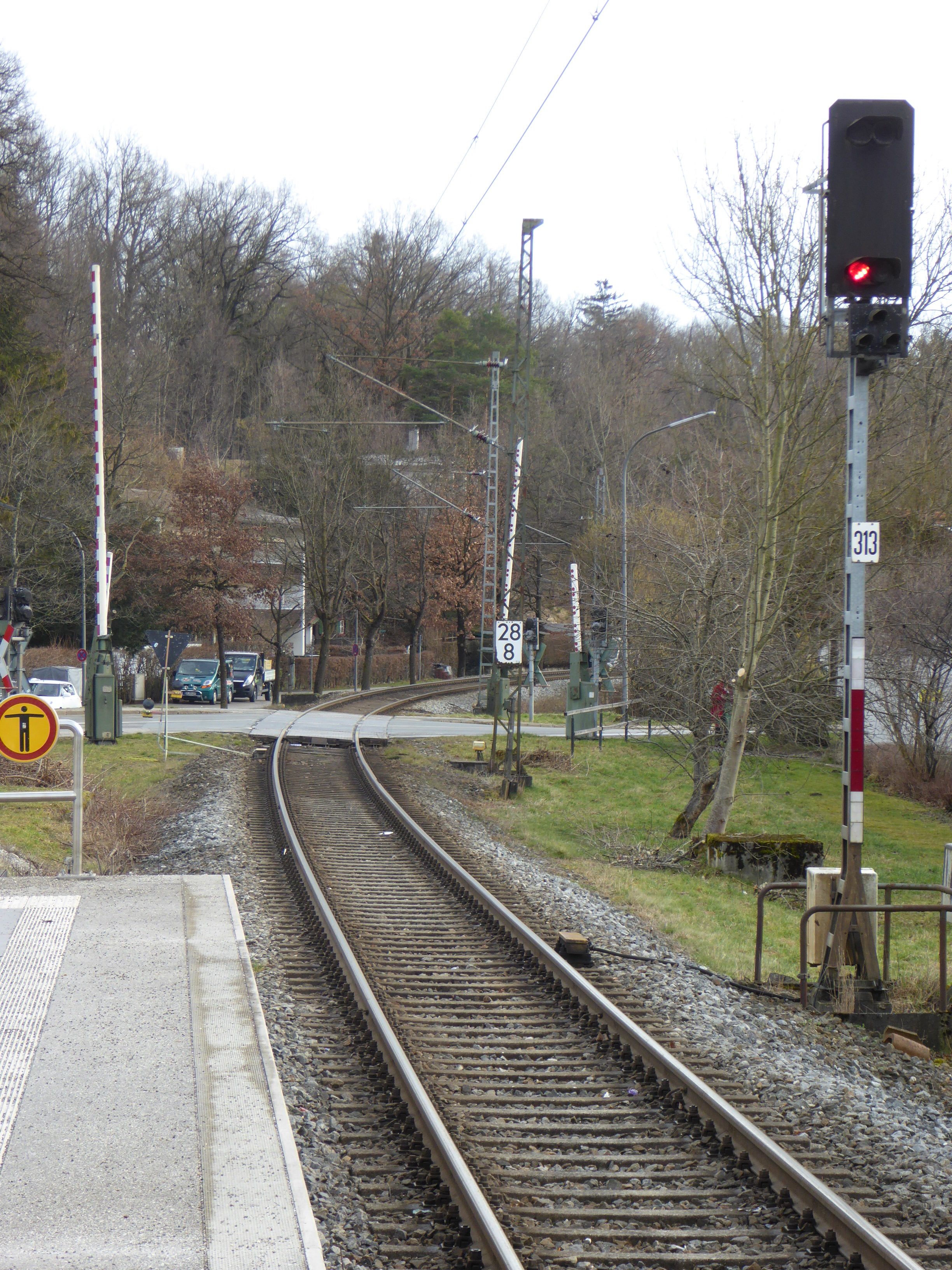
Het betreffende traject gezien vanaf Bad Aibling Kurpark in de richting van Kolbermoor
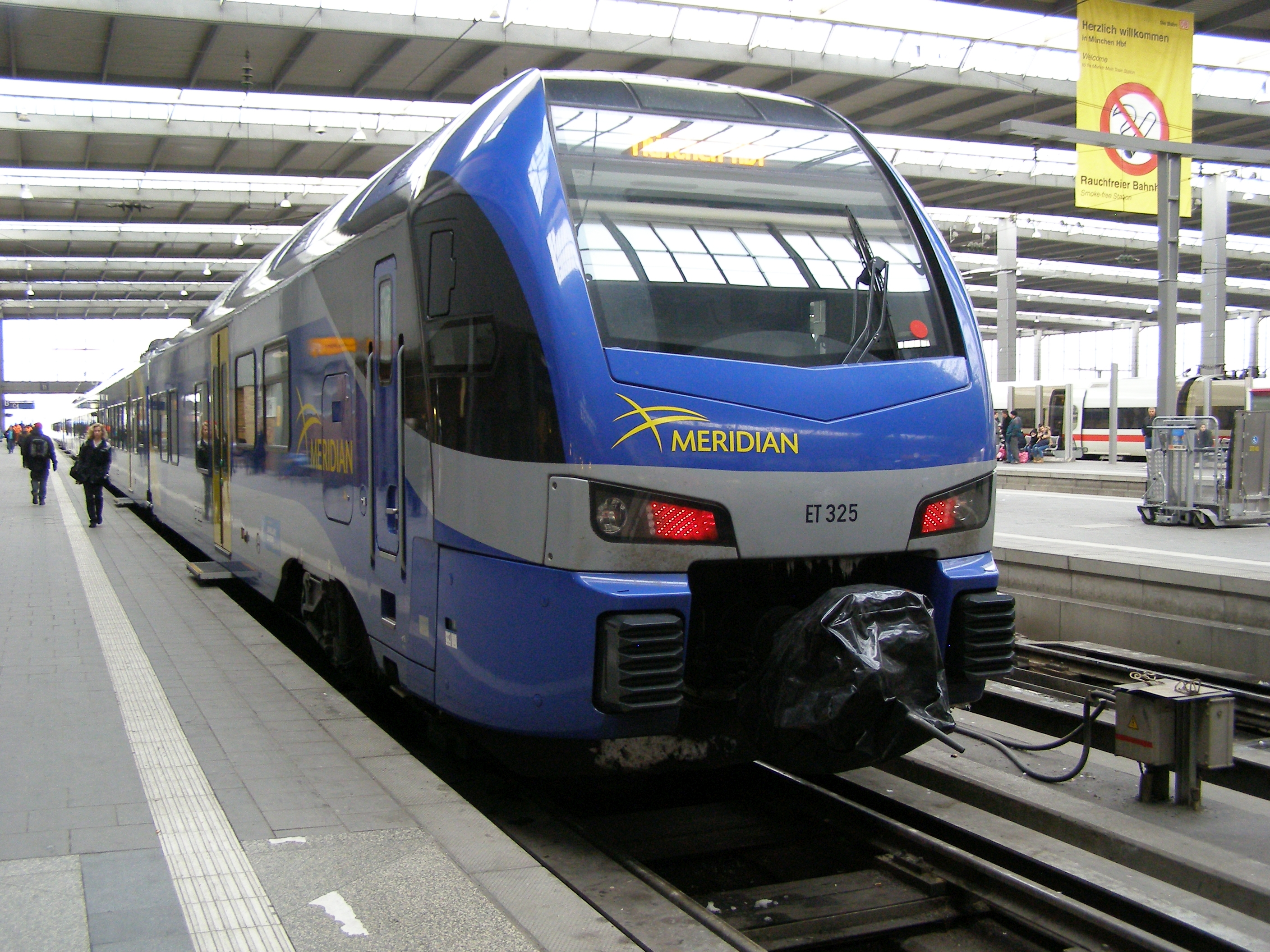
Treinstel ET 325 van Meridian, betrokken in het ongeval, in München Hauptbahnhof op 10 februari 2015

## Gerechtelijk onderzoek
Uit zowel technisch onderzoek als strafrechtelijk onderzoek werd de conclusie getrokken dat de verantwoordelijke treindienstleider ernstige fouten had gemaakt. Mogelijk was hij ook afgeleid, doordat hij enkele minuten voor het incident nog op zijn mobiele telefoon een computergame had gespeeld. Hij maakte ook fouten bij het intoetsen van de instructies voor de betrokken treinbestuurders. Wegens onder andere dood door schuld werd de man, die het gamen bekend had, tot 3 jaar en 6 maanden gevangenisstraf veroordeeld.